# Staphylococcaceae
Staphylococcaceae je čeleď grampozitivních baktérií, do které je zahrnut významný rod Staphylococcus a další patogenní bakterie. Obsahuje i taxon meticilin-rezistentního zlatého stafylokoka. Některé rody této čeledi jsou monofyletické, u jiných se vyskytuje polyfyletismus.